# كفر حميد
قرية كفر حميد هي إحدى القرى التابعة لمركز العياط في محافظة الجيزة في جمهورية مصر العربية. حسب إحصاءات سنة 2006، بلغ إجمالي السكان في كفر حميد 4668 نسمة، منهم 2500 رجل و2168 امرأة.